# Steinfrucht

Pfirsich als Beispiel für eine Steinfrucht mit hartem Endokarp

Steinfrüchte sind Schließfrüchte, bei denen die Samen von einem verholzten Kern umschlossen sind. Dabei ist das Exokarp häutig, das Mesokarp fleischig oder auch ledrig-faserig, während das Endokarp die holzige Schale des meist einzigen Steins bildet, in der oft ein einzelner Same liegt, es können aber auch mehrere Samen enthalten sein. Der Stein wird auch als Pyrene oder die Steinschale (Endokarp) als Putamen bezeichnet. Es können aber auch mehrere Steinkerne enthalten sein bei einigen Arten.
Es besteht in den meisten Fällen ein Zusammenhang mit einer Anpassung an Endozoochorie, die Samenausbreitung durch fruchtfressende Tiere. Der Samen wird dabei durch das verholzte Endokarp, die innere Schicht der Fruchtwand, vor Beschädigung geschützt. Drumherum bilden die äußeren Schichten der Fruchtwand, das Meso- und Exokarp, fleischig-saftige, aus lebenden Zellen aufgebaute Anteile aus. Diese sind nicht immer für den Menschen genießbar (zum Beispiel bei der Kokosnuss).
Steinfrüchte sind unter anderem:
- mit essbarem Fruchtfleisch: Mango, Mirabelle, Nektarine, Pfirsich, Pflaume, Zwetschge, Aprikose, Olive, Sauerkirsche, Süßkirsche, Kornelkirsche
- mit essbarem Samen oder Endosperm (Samen-Nährfleisch): Kokosnuss, Mandel, Pfirsich, Aprikose (für Persipan) und Pistazie

Sonderformen sind die Sammelsteinfrucht (z. B. die Brombeere und die Himbeere) und der Steinfruchtverband (z. B. Feige, Jackfrucht). Eine Sonderform bildet auch das „Coccum“, es bildet sich aus nur einem Fruchtblatt und öffnet sich entlang von zwei Nähten, es steht zwischen einer öffnenden Steinfrucht oder einer Kapsel- und einer Hülsenfrucht. Auch weil der Begriff Hülsenfrucht für die Früchte der Hülsenfrüchtler steht, ist eine Abgrenzung nötig. Es kommt z. B. bei den Muskatnussgewächsen und bei den Silberbaumgewächsen vor.
Sehr selten gibt es geflügelte Steinfrüchte wie bei Coffea pterocarpa (eine Art aus der Gattung der Kaffeepflanzen).